# Faculté de médecine et de pharmacie de Tanger
La Faculté de Médecine et de Pharmacie de Tanger (FMPT) est une faculté marocaine de médecine publique située à Tanger, créé en 2019.  

## Histoire
Elle est affiliée à l'Université Abdelmalek Essaâdi, et est  l'une de rares universités africaines classées parmi les 400 premières universités dans le monde. 